# Agrostis exilis
Agrostis exilis é uma espécie de gramínea do gênero Agrostis, pertencente à família Poaceae.